# Штрокирхен
Штрокирхен (нем. Strohkirchen) — община в Германии, в земле Мекленбург-Передняя Померания.
Входит в состав района Людвигслуст. Подчиняется управлению Хагенов-Ланд.  Население составляет 312 человек (на 31 декабря 2010 года). Занимает площадь 14,78 км².